# Błażej Podleśny
Błażej Podleśny (13 de septiembre de 1995) es un jugador profesional de voleibol polaco, juego de posición armador.

## Palmarés

### Clubes
Campeonatos juveniles de Polonia:
- 2014

Campeonato de Checo :
- 2019

Copa de Austria:
- 2021

Campeonato de Austria:
- 2021

MEVZA:
- 2022

## Premios individuales
- 2021: MVP Copa de Austria